# Madeira (Ohio)
Madeira é uma cidade localizada no estado norte-americano de Ohio, no Condado de Hamilton.

## Demografia
Segundo o censo norte-americano de 2000, a sua população era de 8923 habitantes.
Em 2006, foi estimada uma população de 8153, um decréscimo de 770 (-8.6%).

## Geografia
De acordo com o United States Census Bureau tem uma área de
8,7 km², dos quais 8,7 km² cobertos por terra e 0,0 km² cobertos por água. Madeira localiza-se a aproximadamente 255 m acima do nível do mar.

## Localidades na vizinhança
O diagrama seguinte representa as localidades num raio de 4 km ao redor de Madeira.